# 大西将史
大西 将史（おおにし まさし、1995年2月21日 - ）は、ジャパンラグビーリーグワンリコーブラックラムズ東京に所属するラグビー選手。

## プロフィール
- 大阪府出身[1]。
- ポジションはフッカー(HO)、ロック(LO)、ナンバーエイト(No8)。
- 身長 179 cm、体重 103 kg

## 略歴
2013年、上宮太子高校卒業後、帝京大学に入る。なお上宮太子高校時代、主将を務めたことがある。
2017年、帝京大学卒業後、リコーブラックラムズ(現・リコーブラックラムズ東京)に加入。同年12月2日に行われたジャパンラグビートップリーグ第10節のNTTドコモレッドハリケーンズ戦に途中出場で公式戦初出場を果たす。